# Oxystannomikrolith
Oxystannomikrolith ist ein sehr seltenes Mineral aus der Mineralklasse der Oxide und Hydroxide. Es kristallisiert im kubischen Kristallsystem mit der Zusammensetzung Sn2Ta2O6O, ist also ein Zinn-Tantalat mit zusätzlichen Sauerstoffionen.
Oxystannomikrolith kommt an seiner Typlokalität in Form von maximal 20 μm Säumen um Ferrowodginit-Kristalle vor. Diese Ferrowodginit-Kristalle finden sich ihrerseits als Einschlüsse in tantalhaltigem Kassiterit und können, wenn hinreichend klein, vollständig von Oxystannomikrolith verdrängt sein.
Die Typlokalität des Oxystannomikroliths ist ein nicht weiter bezeichneter, Nb-Ta-Sn-reicher Pegmatit (Koordinaten des Pegmatits Sukula) beim Dorf Sukula, 10 km südwestlich von Tammela in der gleichnamigen Gemeinde, Pegmatitprovinz Tammela-Somero, Landschaft Kanta-Häme, historische Landschaft Häme, Finnland.

## Etymologie und Geschichte
Mitte der 1960er Jahre untersuchten Atso Vorma und Jaakko Siivola „Ainalit“-Stufen aus Sukula bei Tammela in der Pegmatitprovinz Tammela-Somero in Südwestfinnland. „Ainalit“ ist eine 1863 von Adolf Erik Nordenskiöld beschriebene tantalhaltige Kassiterit-Varietät. Obwohl auf dem historischen, zum Untersuchungszeitpunkt über 100 Jahre alten Material kein genauer Fundort angegeben war, ist es sehr wahrscheinlich, dass diese Stufen aus einem Granitsteinbruch in der Nähe des Bauernhofes Makitulokas stammen, den Nordenskiöld als die Lokalität erwähnte, wo er seine „Ainalit“-Stufen sammelte.
In den tantalreichen Kassiteriten fand sich ein Mineral, welches sich nach Ermittlung der physikalischen, chemischen und röntgendiffraktometrischen Eigenschaften als neuer Vertreter der damaligen Pyrochlor-Gruppe erwies. Das neue Mineral wurde der International Mineralogical Association (IMA) vorgelegt, die es im Mai 1967 anerkannte. Die wissenschaftliche Erstbeschreibung dieses Minerals als Sukulait (englisch Sukulaite) erfolgte im Jahre 1967 durch die beiden finnischen Mineralogen Atso Vorma und Jaakko Siivola im finnischen Wissenschaftsmagazin Bulletin de la Commission Géologique de Finlande.
Die Autoren benannten das neue Mineral nach seinem Fundort, dem Dorf Sukula.
Das Typmaterial für Sukulait wird unter den Katalognummern 439, 440, 443, 444, 445 und 446 (detaillierte Beschreibung in Vorma & Siivola 1967) in der Sammlung des Departments für Geologie und Mineralogie an der Universität Helsinki aufbewahrt.
Im Jahre 1977 verwarf Donald David Hogarth bei der ersten „Classification and nomenclature of the pyrochlore group“ (1977) den Namen „Sukulait“ zugunsten von „Stannomikrolith“, um die Zugehörigkeit des Minerals zur Mikrolith-Subgruppe der Pyrochlorgruppe zu unterstreichen. Die Wahl erfolgte aufgrund der chemischen Zusammensetzung mit Zinn (lateinisch stannum) sowie der kristallchemischen Verwandtschaft mit den Vertretern der Mikrolithgruppe.
Während der Überarbeitung der Nomenklatur der „Pyrochlorgruppe“ zur neuen Pyrochlor-Obergruppe (Pyrochlor-Supergruppe) wurde entsprechend der chemischen Zusammensetzung des Stannomikroliths festgelegt, dass dieses Mineral mit einer durch Zinn dominierten A-Position im Kristallgitter, durch Ta dominierten B-Position sowie durch O dominierten Y-Position mit dem neuen, nomenklaturkonformen Namen Oxystannomikrolith (englisch Oxystannomicrolite) zu bezeichnen ist. Das von Vorma & Siivola 1967 definierte Typmaterial des Sukulaits gilt nunmehr als Typmaterial (Holotyp) für Oxystannomikrolith. Die Bezeichnung „Stannomikrolith“ wurde diskreditiert.

## Klassifikation
Die aktuelle Klassifikation der International Mineralogical Association (IMA) zählt den Oxystannomikrolith zur Pyrochlor-Obergruppe mit der allgemeinen Formel A2–mB2X6–wY1–n, in der A, B, X und Y unterschiedliche Positionen in der Struktur der Minerale der Pyrochlor-Obergruppe mit A = Na, Ca, Sr, Pb2+, Sn2+, Sb3+, Y, U, □, oder H2O; B = Ta, Nb, Ti, Sb5+ oder W; X = O, OH oder F und Y = OH−, F, O, □, H2O oder sehr große (>> 1,0 Å) einwertige Kationen wie K, Cs oder Rb repräsentieren. Zur Pyrochlor-Obergruppe gehören neben Oxystannomikrolith noch Fluorcalciomikrolith, Fluornatromikrolith, Hydrokenomikrolith, Hydroxycalciomikrolith, Hydroxykenomikrolith, Kenoplumbomikrolith, Oxynatromikrolith, Oxystibiomikrolith, Cesiokenopyrochlor, Fluorcalciopyrochlor, Fluornatropyrochlor, Hydrokenopyrochlor, Hydropyrochlor, Hydroxycalciopyrochlor, Hydroxykenopyrochlor, Hydroxymanganopyrochlor, Hydroxynatropyrochlor, Oxycalciopyrochlor, Fluorcalcioroméit, Hydroxycalcioroméit, Hydroxyferroroméit, Oxycalcioroméit, Oxyplumboroméit, Hydrokenoelsmoreit, Hydroxykenoelsmoreit, Fluornatrocoulsellit und Hydrokenoralstonit.
Oxystannomikrolith bildet zusammen mit Fluorcalciomikrolith, Fluornatromikrolith, Hydrokenomikrolith, Hydroxycalciomikrolith, Hydroxykenomikrolith, Kenoplumbomikrolith, Oxynatromikrolith und Oxystibiomikrolith innerhalb der Pyrochlor-Obergruppe die Mikrolithgruppe.
In der mittlerweile veralteten, aber teilweise noch gebräuchlichen 8. Auflage der Mineralsystematik nach Strunz gehörte der 2010 zu Oxystannomikrolith redefinierte Stannomikrolith in die Mineralklasse der „Oxide und Hydroxide“ und dort zur allgemeinen Abteilung der „Oxide mit Verhältnis Metall : Sauerstoff = 2 : 3 (M2O3 und verwandte Verbindungen)“, wo er zusammen mit Bariomikrolith (diskreditiert 2010), möglicherweise Hydrokenomikrolith, Bismutomikrolith (diskreditiert 2010), Fluornatromikrolith, Mikrolith, Natrobistantit, Plumbomikrolith, Stibiomikrolith (2010 zu Oxystibiomikrolith redefiniert) und Uranmikrolith die „Pyrochlor-Gruppe, Mikrolith-Untergruppe“ mit der System-Nr. IV/C.18 bildete.
Die seit 2001 gültige und von der International Mineralogical Association (IMA) verwendete 9. Auflage der Strunz’schen Mineralsystematik ordnet den Oxystannomikrolith (ehemals Stannomikrolith) dagegen in die Abteilung der „Oxide mit dem Stoffmengenverhältnis Metall : Sauerstoff = 1 : 2 und vergleichbare“ ein. Diese Abteilung ist allerdings weiter unterteilt nach der relativen Größe der beteiligten Kationen und der Kristallstruktur, so dass das Mineral entsprechend seiner Zusammensetzung und seinem Aufbau in der Unterabteilung „Mit großen (± mittelgroßen) Kationen; Lagen kantenverknüpfter Oktaeder“ zu finden ist, wo es zusammen mit allen Vertretern der Pyrochlor-, Mikrolith-, Betafit-, Roméit- und Elsmoreitgruppen die Pyrochlor-Übergruppe mit der System-Nr. 4.DH.15 bildet. Oxystannomikrolith ist dabei zusammen mit Fluorcalciomikrolith, Fluornatromikrolith, Hydrokenomikrolith, Hydromikrolith, Hydroxykenomikrolith (ehemals Cesstibtantit), Kenoplumbomikrolith, Oxycalciomikrolith und Oxystibiomikrolith (ehemals Stibiomikrolith) in der Mikrolithgruppe zu finden.
Auch die vorwiegend im englischen Sprachraum gebräuchliche Systematik der Minerale nach Dana ordnet den Oxystannomikrolith (ehemals Stannomikrolith) in die Klasse der „Oxide und Hydroxide“, dort allerdings in die Abteilung der „Mehrfachen Oxide mit Nb, Ta und Ti“ ein. Hier ist er zusammen mit Mikrolith, Bariomikrolith, Fluornatromikrolith, Plumbomikrolith, Uranmikrolith, Bismutomikrolith und Stibiomikrolith in der „Mikrolith-Untergruppe; Ta>Nb;(Ta+Nb)>2(Ti)“ mit der System-Nr. 08.02.02 innerhalb der Unterabteilung der „Mehrfache Oxiden mit Nb, Ta und Ti mit der Formel A2(B2O6)(O,OH,F)“ zu finden.

## Chemismus
Die mit der Mikrosonde ermittelte chemische Analyse des „Sukulaits“ aus der Typpublikation lieferte 47 % Ta2O5; 8 % Nb2O5; 1 % TiO2; 2 % MnO; 1,7 % FeO und 40 % SnO2, woraus die vereinfachte Formel (Ta,Nb)2Sn2O7 ermittelt wurde.
T. Scott Ercit und Kollegen untersuchten den mittlerweile in „Stannomikrolith“ umbenannten „Sukulait“ erneut. Nach ihren Mikrosondenanalysen liegt Zinn teils zwei-, teils vierwertig vor und sitzt auf unterschiedlichen Positionen. Sie fanden 41,86 % Ta2O5; 7,40 % Nb2O5; 0,99 % TiO2; 1,42 % MnO; 2,09 % FeO; 8,49 % SnO2; 35,63 % SnO und 0,61 % H2O (aus der Stöchiometrie berechnet). Daraus wurde die empirische Formel (Sn2+1,69Fe2+0,18Mn2+0,13)Σ=2,00(Ta1,21Sn4+0,36Nb0,35Ti0,08)Σ=2,00[O6,57(OH)0,43]Σ=7,00 ermittelt, die zu (Sn2+,Fe2+,Mn2+)(Ta,Sn4+,Nb)2(O,OH)7 vereinfacht wurde.
Die offizielle Formel der IMA lautet Sn2Ta2O6O. Unter allen Mineralen weist lediglich Thoreaulith, (Sn2+,Pb)(Ta,Nb)2O6, chemische Ähnlichkeiten zum Oxystannomikrolith auf.
Innerhalb der Pyrochlor-Obergruppe sind theoretisch durch die vier verschiedenen zu besetzenden Positionen eine Vielzahl von Substitutionsmöglichkeiten vorhanden.
Oxystannomikrolith ist das Sn-dominante Analogon zum Na-dominierten Oxynatromikrolith und zum Sb-dominierten Oxystibiomikrolith.

## Kristallstruktur

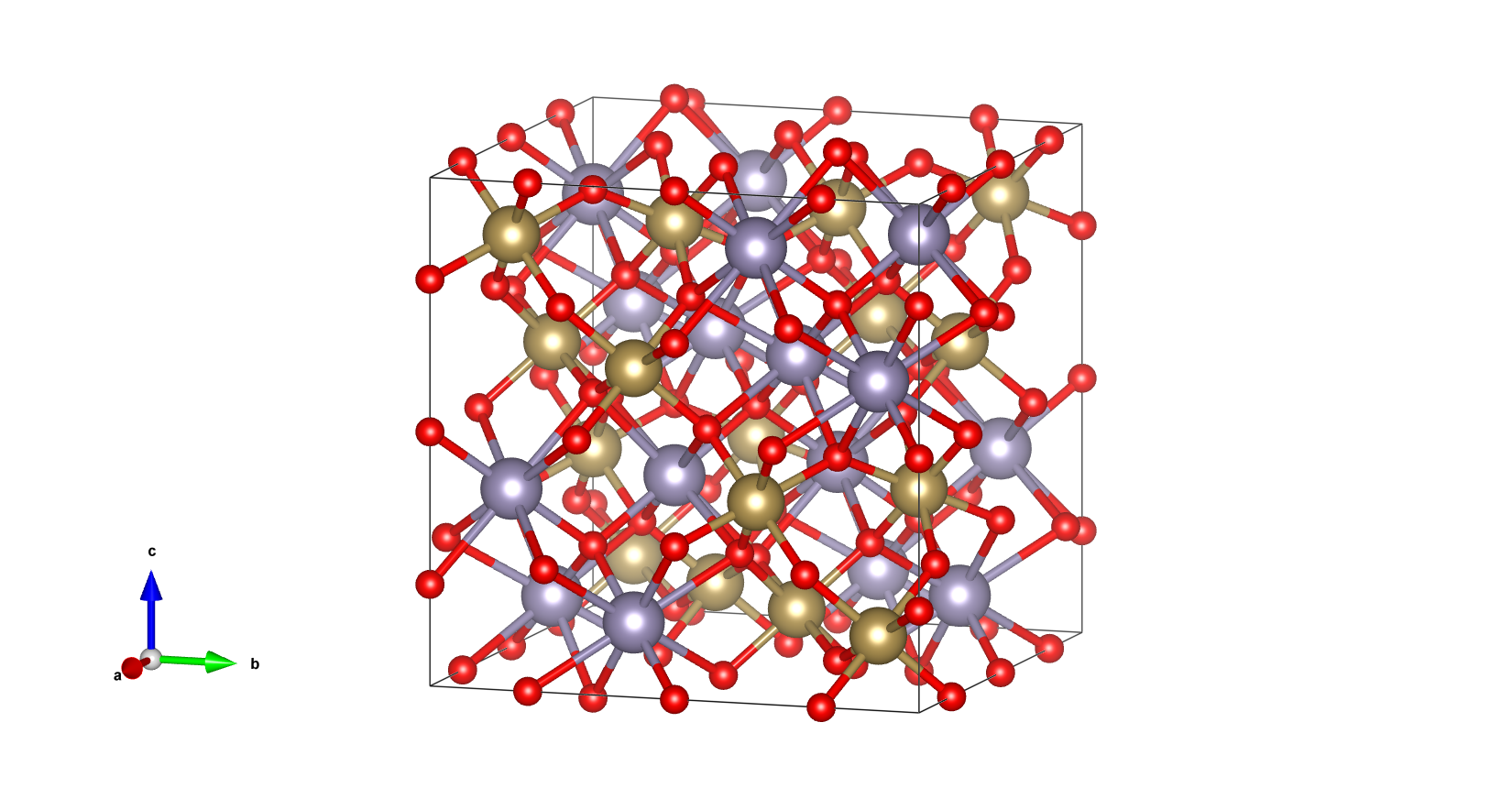
Kristallstruktur von Oxystannomikrolith als „Ball-and-stick-Modell“. Farblegende: Tantal: gelbbraun; Zinn: lila; Sauerstoff: rot.

Oxystannomikrolith kristallisiert im kubischen Kristallsystem in der Raumgruppe Fd3m (Raumgruppen-Nr. 227) mit dem Gitterparameter a = 10,57 Å sowie acht Formeleinheiten pro Elementarzelle.
Wie bei allen Vertretern der Pyrochlor-Obergruppe besteht die Kristallstruktur des Oxystannomikroliths aus – in diesem Falle – Ta(O,OH)6-Oktaedern mit gemeinsamen Ecken, die Schichten aus Dreier- und Sechserringen parallel [110] bilden. In diesen Schichten finden sich Kanäle in Richtung <110>, welche die Sauerstoffatome und die auf der A-Position sitzenden Atome wie Sn aufnehmen.
Oxystannomikrolith ist isotyp (isostrukturell) zu anderen in der Raumgruppe Fd3m (Raumgruppen-Nr. 227) kristallisierenden Vertretern der Pyrochlor-Obergruppe.

## Eigenschaften

### Morphologie
Oxystannomikrolith bildet an seiner Typlokalität maximal 20 μm dicke Säume um 0,01 bis 0,2 mm große, gelegentlich leistenförmige Ferrowodginit-Kristalle, wobei die Ferrowodginit-Kristalle in Form von Einschlüssen in tantalhaltigem Kassiterit „schwimmen“. Sie können, wenn sie hinreichend klein sind, vollständig von Oxystannomikrolith verdrängt worden sein. Oxystannomikrolith selbst bildet Aggregate von etwa 5 µm Größe.

### Physikalische und chemische Eigenschaften
Durch die extrem feinkörnige Natur des Oxystannomikroliths lassen sich eine Reihe seiner physikalischen Eigenschaften nicht bestimmen.
Oxystannomikrolith ist gelblichbraun, seine Strichfarbe ist wahrscheinlich hellbraun. Der Glanz auf den Oberflächen des durchscheinenden Oxystannomikroliths ist aufgrund der geringen Korngröße nicht erkennbar. Oxystannomikrolith ist im reflektierten Licht hellgrau mit rötlichem oder lila Stich; seine Farbe ist heller als die von Kassiterit und Ferrowodginit. Bei gekreuzten Polaren weist Oxystannomikrolith aufgrund der geringen Korngröße starke rötlichbraune Innenreflexe auf, weswegen keine Entscheidung darüber, ob das Mineral optisch isotrop ist oder nicht, möglich ist.
Zu einer eventuellen Spaltbarkeit des Oxystannomikrolith existieren keine Angaben. Aufgrund seiner Sprödigkeit bricht er aber ähnlich wie Amblygonit, wobei die Bruchflächen uneben ausgebildet sind. Die Mohshärte des Minerals ist direkt nicht messbar. Da er aber im Anschliff erheblich härter ist als benachbarte Kassiterit-Körner, muss seine Mohshärte deutlich höher sein als die des Kassiterits (6 bis 7) sein. Die Mohshärte von Oxistannomikrolith ist also > 6. Die Dichte für Oxystannomikrolith ließ sich weder experimentell bestimmen noch berechnen. Synthetisches Sn2Ta2O7) weist eine gemessene Dichte von 8,34 g/cm³ und eine berechnete Dichte von 8,21 g/cm³ auf.
Angaben zur Fluoreszenz im UV-Licht bzw. zur Kathodolumineszenz unter dem Elektronenstrahl für das Mineral fehlen.

## Bildung und Fundorte

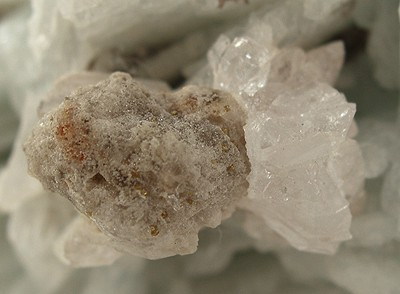
„Stannomikrolith“ auf Stokesit. Ausschnitt aus dem Bild in der Infobox.

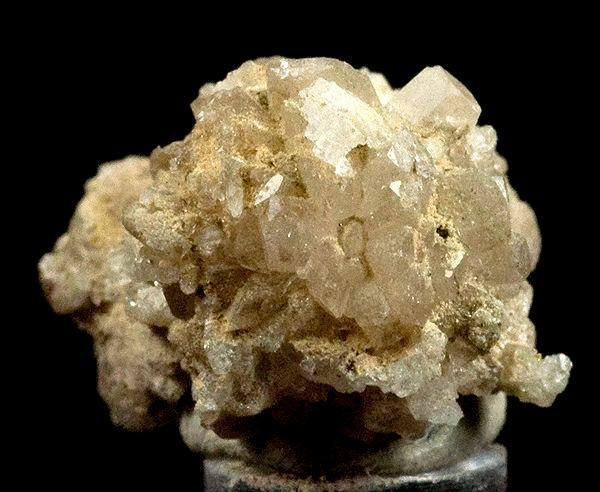
Gelblichbrauner „Stannomikrolith“ auf Stokesit. Córrego do Urucum, Minas Gerais, Brasilien (Stufengröße: 1,2 cm × 1,1 cm × 0,9 cm).

Für Oxystannomikrolith wird aufgrund der texturellen Beziehungen zu seinen Begleitmineralen sowie der geologischen und geochemischen Charakteristika des Pegmatits an seiner Typlokalität eine sekundäre Bildung angenommen, wobei sich das Mineral bei der Verdrängung von Stannomikrolith bildete.
Typische Begleitminerale des Oxystannomikroliths an seiner Typlokalität sind Ferrowodginit und gediegen Bismut, die alle nur in Form von winzigen Einschlüssen in tantalhaltigem Kassiterit vorkommen. Der tantalhaltige Kassiterit bildet wiederum lediglich Wachstumszonen um hellere, tantalfreie Kassiteritkerne. Die Kassiterite sind meist nur 1 mm groß, können aber Größen von mehreren Zentimetern erreichen.
Als sehr seltene Mineralbildung konnte der Oxystannomikrolith bisher (Stand 2018) erst von einem Fundpunkt beschrieben werden. Die Typlokalität für Oxystannomikrolith ist ein unbenannter, beim Dorf Sukula – und möglicherweise in der Nähe des Bauernhofes Makitulokas – liegender, Nb-Ta-Sn-reicher Granitpegmatit in der Pegmatitprovinz „Tammela-Somero“. Die Fundstelle befindet sich 10 km südwestlich von Tammela in der gleichnamigen Gemeinde, Landschaft Kanta-Häme, historische Landschaft Häme, Finnland.
Bei dem von Pavel Uher und Kollegen beschriebenen „Stannomikrolith“ handelt es sich um Ca- oder Zero-valent-dominante Vertreter der Mikrolithgruppe.
Ferner wurden auch winzige gelbe Kristalle auf kugeligem Stokesit aus dem Pegmatit „Córrego do Urucum“ bei Galiléia im Flusstal des Rio Doce, Minas Gerais, Brasilien, als „Stannomikrolith“ im Sinne der Definition von Donald David Hogarth beschrieben. Lediglich ein derartiger „Stannomikrolith“ wurde über eine chemische Analyse als „Stannomikrolith“ und damit als Oxystannomikrolith bestätigt – bei allen anderen so benannten Mineralen handelt es sich um „either normal microlite or uranmicrolite“.
Fundstellen für Oxystannomikrolith aus Deutschland, Österreich und der Schweiz sind damit unbekannt.

## Verwendung
Oxystannomikrolith ist aufgrund seiner Seltenheit ohne jede praktische Bedeutung.